# 貓咪心動奇蹟
《貓咪心動奇蹟》為2008年1月至3月於多家電視台連播（tvk、TVS、CTC、MTV、KBS、SUN）及在日本電視台系統的STV、東京電視台系統的TVQ播出、光TV及VOD上架播出的連續劇。

## 概要
人事部長鬼塚太郎嚴於律己，鐵面無私的處理公司的業務，對部下相當嚴格，所有公司員工戰戰兢兢，就怕犯錯受他的嚴厲指責。工作狂的他全心投入工作，默默忍受著胃病的折磨。 某天鬼塚在下班回家的路上，遇到了一隻小貓。可愛的貓咪讓他心生憐愛，之後瞞著家人偷偷飼養牠，久而久之，他的嚴肅態度也因為貓咪的關係而有所改變…

## 電視劇版

### 登場人物

#### 鬼塚家
- 鬼塚太朗：小木茂光（少年時代：川口大介）

資訊科技企業「Digital Dragoon」人事部長。45歳。外號「鬼汰朗」。育有一子。個性冷靜沈著、毎日的工作壓力讓他倍受胃痛之苦。公司主題曲的作詞者。
- 小虎（ZOO動物製作）

鬼塚在半路上遇見的小貓，為出生後4個月的蘇格蘭折耳貓。
- 鬼塚澄子：山下容莉枝

太朗的妻子。
- 鬼塚早苗：金崎智子

太朗的女兒。
- 鬼塚汰一朗：小川光樹

太朗的兒子。
- 鴨下

太朗在拍賣會上買下的貓咪。名字取自拍賣會上遇到的對手鴨下信男（飯島大介飾演）。

#### 資訊科技企業「Digital Dragoon」
- 金井響子：金智順

人事部員工。汰朗的部下、曾與開發部的阿滿交往過。
- 山田亞佐美：清水美那

新人員工。對於汰朗總是表現出抗拒的態度。將汰朗的行事風格寫在部落格裡，引起極大回響。有一個姐姐。
- 菅沼君子：安間里惠

新人員工。
- 仙道孝二：山本剛史

人事部員工。
- 木下滿：榊英雄

開發部課長。
- 柳下信二：永倉大輔

總務部部長。與汰朗同期進公司任職。
- 龍崎政太郎：峰岸徹

「Digital Dragoon」的社長。

#### 其他人物
- 市村景虎：高橋直純

相當親近貓咪的寵物用品店店員。
- 小泉美鈴：NANATO

景虎的同事，寵物用品店店員。
- 皆川鷗：明花

獸醫。
- 石黑：菅田俊

藥妝店店員。

## 電視劇版製作團隊
- 導演：龜井亨
- 原案、劇本：永森裕二
- 劇本：龜井亨、松野出、野澤弘之、俵法子、高橋悠
- 製作：永森裕二、間宮俊二、關佳史、松本宏、青柳洋治
- 製作人：波多美由紀、細井俊介、江副純夫、小川貴史、陣汰朗、森角威之、比留間明花
- 音樂：野中“政”雄一
- 攝影：中尾正人
- 照明：奥野英雄
- 美術：西村徹
- 錄音：西條博介
- 副導演：蘆塚慎太郎
- 責任製作：本間裕人
- 片頭曲：「風になって」　主唱：高橋直純
- 片尾曲：「もしも…」　主唱：高橋直純

## 電影版
2008年6月28日在日本上映，由大杉漣主演。2009年6月5日以「心動奇蹟：咪咪知音」的片名在台灣上映，下檔後發行同名DVD。

### 登場人物

#### 鬼塚家
- 鬼塚太郎：大杉漣
- 鬼塚虎虎（貓咪，ZOO動物製作）
- 鬼塚靜子：原日出子

鬼塚的妻子。
- 小平間：馬克（貓咪）

#### 「Digital Dragoon」
- 君島凛子：青山倫子
- 田中亞里沙：黑川芽以
- 久我珠代：入山法子
- 長島道子：立花彩野
- 鈴木一郎：櫻井聖

前營業部主任。
- 西條康文：海東健

開發部課長。
- 間島新次：螢雪次朗

開發部部長。與鬼塚為同期。
- 辰美孝四郎：鶴見辰吾

社長。

#### 其他人物
- 鴻池真：罇真佐子（友情演出）

## 電影版製作團隊
- 導演：大森美香
- 原案、劇本：永森裕二
- 製作人：平體雄二
- 製作：宮田幸太郎
- 攝影：近藤龍人
- 照明：藤井勇
- 錄音：古谷正志
- 音樂：遠藤浩二
- 音響效果：浦畑將
- 美術：高尾研吏
- 副導演：北川博康
- 主題曲：辻亞彌乃「頼りない天使」

## 播出時程（電視劇版）
| 各集   | 標題                                                          |
| ------ | ------------------------------------------------------------- |
| 第1集  | 孤独じゃない男                                                |
| 第2集  | 気の迷いは、きっかけのシグナル                                |
| 第3集  | 人生の辻褄は、ずっと後から合ってくる                          |
| 第4集  | 世間じゃ、それを癒しと呼ぶ                                    |
| 第5集  | 1分いくらで働いてますか?                                      |
| 第6集  | 宝物のしまい場所                                              |
| 第7集  | 分ってないのは自分だと、認めたくない年頃                      |
| 第8集  | 自分の限界値の意外な低さに気付く時                            |
| 第9集  | 久々に会った友人に、全然変わらないねって言われて嬉しいですか? |
| 第10集 | 人生のピークは、今だと言える勇気                              |
| 第11集 | ふとした事で、逆上がりができるようになった時の気分            |
| 完結篇 | いつもの風景が、違って見えたら、吉日                          |

## 外部連結
- 心動奇蹟：咪咪知音 - allcinema（日語）
- 電影版中文預告片 （页面存档备份，存于）